# Leptodactylus podicipinus
Leptodactylus podicipinus é uma espécie de anfíbio  da família Leptodactylidae.
Pode ser encontrada nos seguintes países: Argentina, Bolívia, Brasil, Paraguai, Uruguai e possivelmente em Peru.
Os seus habitats naturais são: savanas húmidas, matagal húmido tropical ou subtropical, matagal tropical ou subtropical de alta altitude, campos de gramíneas subtropicais ou tropicais secos de baixa altitude, campos de gramíneas de baixa altitude subtropicais ou tropicais sazonalmente húmidos ou inundados, lagos de água doce intermitentes, marismas de água doce, marismas intermitentes de água doce, pastagens, jardins rurais e áreas urbanas.